# 住居表示

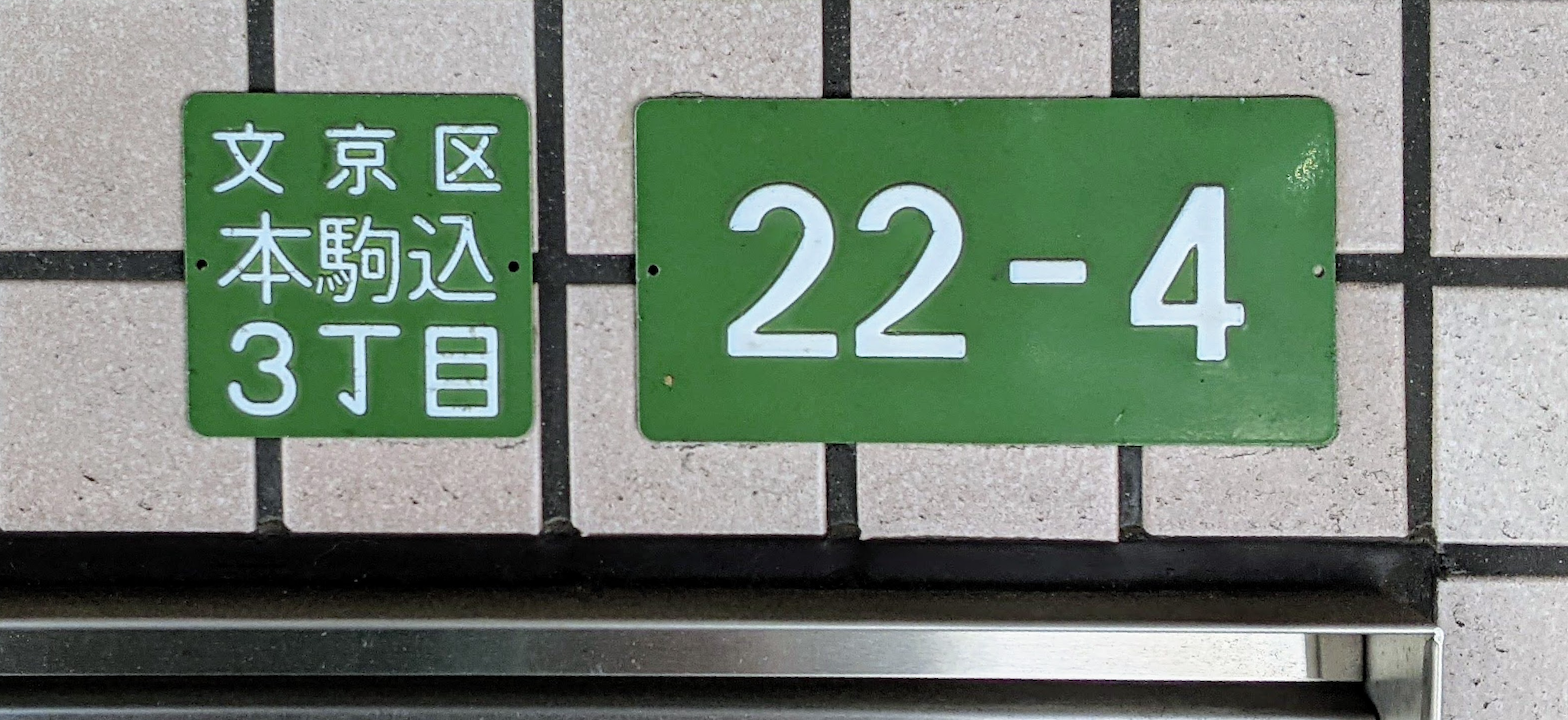
町名板と住居番号板の2枚からなる住居表示板。

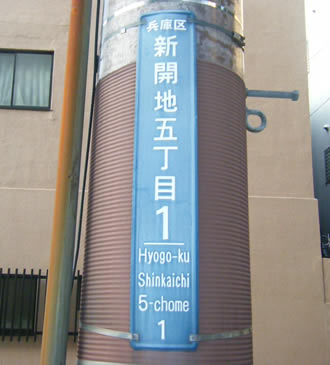
電柱に設置された街区表示板
（神戸市兵庫区新開地五丁目1番）。

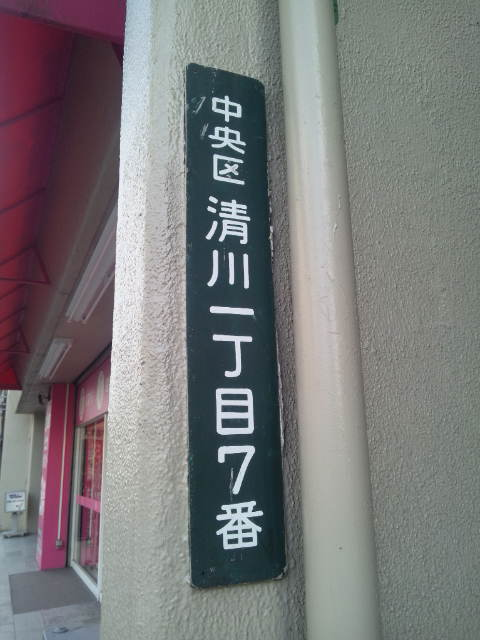
かつての主流だった日本語のみの街区表示板
（福岡市中央区清川一丁目7番）

住居表示（じゅうきょひょうじ）は、日本の住居表示に関する法律に基づいて住所を表すこととする制度、またそれによる住所の表示のことである。各市町村が制度を実施し定めるものであり、登記所（法務局）が定める地番とは異なる。

## 概要
住所の表記方法（英: Addressing System）は国ごとに定められている。日本の住居表示は1962年5月10日に施行された住居表示に関する法律に基づいており、町をわかりやすくしたり、郵便物を配達しやすくしたりすることを目的にした制度である。
日本国内においては、住居表示制度が採用される以前、住居（住所や事務所、事業所などの所在する場所）の表示には、慣習的に、例えば○○一丁目一番地というように、地番を用いた表記が用いられてきたが、町界が道路などの実際の境と必ずしも一致しておらず、地番も整然と配列されていないため、住居の表示が非常にわかりにくいものとなっていた。
このことが住民の生活に不便を与え、各種行政事務の非能率の原因ともなっていた。この事実は特に全国の市街地について著しいため、市街地における合理的な住居表示制度の確立が急がれた。
住居表示が実施されると、住所から場所の特定が容易になる。町名の変更を伴い、区画整理とセットで行われることもある。例えば○○二丁目11番6号（○○2-11-6）という住所のとき、町名は「○○二丁目」で「11」あるいは「11番」を街区符号（がいくふごう）、「6」あるいは「6号」を住居番号（じゅうきょばんごう）という。札幌市のように条丁目制が導入されている自治体の一部地域では、街区符号・住居番号が付されていない（例：北海道大学札幌キャンパスの本部の住所は「北8条西5丁目」である）。
住居表示は特に都市部では積極的に導入され、政令指定都市では京都市を除いて住居表示実施地区が存在する。住居表示の実施地区は各街区の角に街区表示板、各建物に町名板と住居番号板（住居番号表示板とも言う）の2枚から成る住居表示板が設置される。町名板と住居番号板は通常、住居表示の実施地区に建物を新築すると必要になる住居表示の設定申請を市区町村に対して行うと当該建物の住居表示の設定通知書とともに交付または送付される。
住居表示が実施された地域については、市町村が住居表示台帳を備える。住居表示台帳は、街区符号や住居番号をつけたり、変更したり、あるいは廃止したりする原本となるもので、住居表示の運営管理の基となるものである。住居表示台帳は、関係人から請求がある場合は閲覧させる。
住居表示が実施された場合は、実施地域の住民のほか、他地域に住んでいる者も、その地域の住居を表示する必要がある場合は、住居表示を用いるように努めなければならない。特に、住居表示が実施された地域について、国や地方公共団体の機関が、住民票、選挙人名簿、法人登記簿等の公簿に住居を表示するときは、必ず新たにつけられた住居表示を用いるため、公簿上、住居の表示の方法が一元的に法定化された。
住居表示が実施されていない地域（住所表記未実施地区）は引き続き地番を用いて住所を表しており、実施地域か否かについては、各自治体の公式サイトなどで確認できる。旧町域の一部のみ住所表示が実施されたことにより、神田司町二丁目（未実施地区）などのように一丁目の存在しない町名もある。

### 世界各国の住居表示方法との違い
世界各国での住居表示は、街路名、通り名を含む道路表記が（中国も含め）多数であるのに対し、日本では京都市や北海道などの一部を除き使われない。丁目の表記は町が道路に面したことに由来するが、現れたのは江戸時代になってからであり、現在の丁目の表記は道路とは関係がない。

## 番号のつけ方
住居表示は、街区方式と道路方式があり、日本では概して市街地の形態、従来の慣習、住民感情等から、街区方式によるものが適しているといわれており、原則として街区方式が用いられている。道路方式は欧米でよくみられる方式であるが、日本では例外的に山形県東根市、北海道浦河郡浦河町で導入されている。京都市中心部で用いられている「通り名」による所在地の表記方法は、この道路方式と類似するものとして例出されることがあるが、先述のように京都市には住居表示実施地区が存在せず、欧米の事例を参考とした住居表示の道路方式とはまったく異なるものである。

### 街区方式
街区方式に適した町割りは、街かく式（街廓式）か結合式による町割りとされる。街かく式による町割りは、数個の街区をもって町を構成し、町界は主として主要街路をとる。結合式による町割りは、繁華通りなどの主要街路を挟んで両側に並列する数個の街区をもって町を構成する。町割りに2方式があるのは、その地域の特性に応じて、いずれか適した方式による趣旨で、住居地域、工場地域などでは街かく式が、商業地域などでは結合式が適しているといわれる。
街区方式は原則として道路に囲まれた区画（ブロック）が単位（街区）となり、1つの町名は複数（まれに1つ）の街区で構成される。昔からの町（通り）の区割りに配慮して1つのブロックを背割りで複数の町名に分ける場合もある。背割りとはブロック内の家屋や建物の背面を境に区画として分ける方式。

#### 街区符号

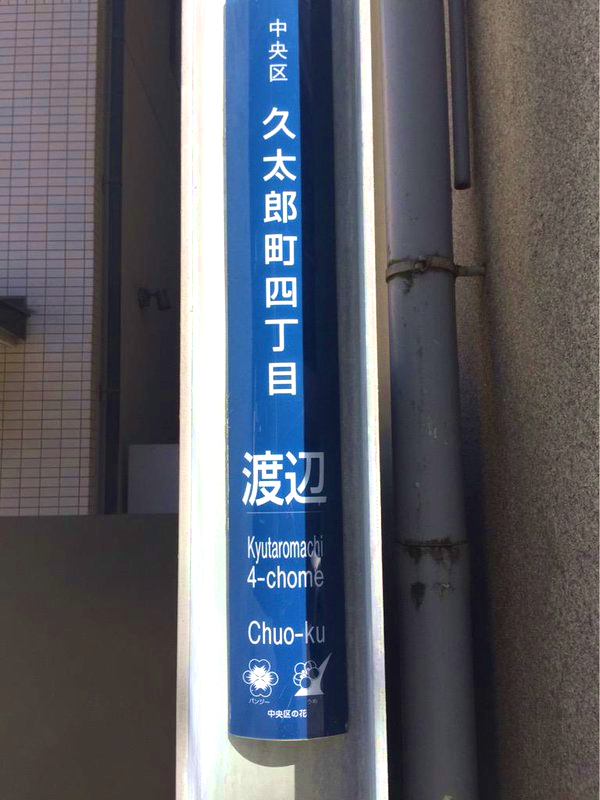
「久太郎町四丁目渡辺」の街区表示板

街区符号は、町ごとに駅や役場のような市町村の中心に近い街区を1番とし、順次、一定の方式にしたがって番号をつける。街区は、町の区域を道路、河川、水路、鉄道や軌道の線路などの恒久的な施設などで画したもので、その規模は、およそ面積が3,000から5,000 m2、戸数が30戸程度を標準としている。
例外的な街区符号として、数字以外の文字を用いたもの（大阪市中央区上町「A番」、同区久太郎町四丁目「渡辺」、埼玉県鴻巣市本町一丁目「本一町」、同「宮本町」、同六丁目「富永町」、同「石橋町」、同八丁目「鞠子」、同市東四丁目「新屋敷」、東京都新宿区歌舞伎町一丁目「サブナード」〈地下街〉、東京都港区新橋二丁目「東口地下街」〈公道地下に位置する地下街〉など）や、数字以外の文字と数字を併用したもの（大阪市鶴見区諸口五丁目「浜6番」など）もある。京セラドーム大阪の住所は「大阪市西区千代崎三丁目中2番1号」だが、これはドーム建設に伴う再開発により、以前の2街区が「北2」「中2」「南2」に3分割されたことに由来する。また、宮崎県都城市のように「番」を使わず「街区」を使う自治体も存在する。

#### 住居番号
街区周辺を市町村の中心に近い角を起点にし、そこから街区の外周に沿って時計回りに距離を測って10 m（ - 15 m）ごとに区切り順番に1、2、3…と基礎番号（フロンテージ）をつける。建物の玄関または主要な出入り口が接する位置の基礎番号を住居番号とする。このため、住宅が1つの街区に均等間隔に整然と建てられても、入口の玄関の位置がそれぞれの住宅ごとに異なる場合、住居番号が連番にならないことがある。また、同じ土地で建物を建て替えた際に玄関の場所が変わった場合、住居番号が変更になることがある。
一方、狭い建物が並ぶ場合や袋小路にある建物がある場合、例えば○△一丁目1番1号の隣が2号、その隣が4号、さらにその隣も4号となるように、同じ住居番号を持つ建物が連続することがある。 自治体によっては住居番号に枝番（「4-2号」、「4号2」のような形式）を付けて対処するケースもある。
共同住宅などの場合は、基礎番号（複数の建物からなる団地などでは棟番号を用いることもある）と部屋番号を「-」でつないで戸別の住居番号とする（例えば第3棟4階5号室を「3-405号」という住居番号で表す）ことがある。この場合は、住民票などの登記上でも○△一丁目2番3-405号のような表記になる。

### 道路方式
「道路の名称」と当該道路に接し、または当該道路に通ずる道路を有する家屋その他の建物につけられる「住居番号」を用いて、住居を表示する。

## 地番との違い
地番は土地の場所、権利の範囲を表すための登記上の番号で、住居表示は建物の場所を表す番号と言うことができる。住居表示が実施された地域でも土地の所在は地番で表され、地番が消滅することはない。
（例）
実施前
（住所）「○○1234番地」
（土地の所在）「○○1234番」
実施後
（住所）「××町三丁目2番3号」
（土地の所在）「××町三丁目1234番」
建物のないところは住居番号が付かないため、建物の建築予定場所などを公式に表現する場合には、地番を用いたり街区符号までの住居表示（「××町5番街区」のような形式）を用いたりする。
住居表示が実施されて長い年月が経過した地域では、地番を用いた住所が表記された地図が少ないこともあり、一般住民は土地の地番の存在に気づきにくい。そのような地域では、地番を用いた住所の表示を宛所とした郵便物は配達不能である。

## 特徴
- 地番とは無関係に番号を振るため、土地の合筆や分筆をした場合に番号の順序が崩れたり枝番が発生したりすることがない。
- 初めての人でも容易に目的の建物に到達できる。
- 建物に番号をつけるため、このシステムは市街地で特に有効。

## 性質
- 住居表示に際してはわかりやすさが重視され、従来からの地名の保護体制がとられなかった。多数の歴史的な地名が消滅したので、戦後の「地名殺し」とも呼ばれる。その後、法律は一部改正された（第五条第2項、第九条の二など）。
- 伝統的な両側町、町内会など地域コミュニティとの関連性が失われたため町内会組織や祭りなどの伝統的な組織や風土、慣習などへも影響を与えた。そのため一部の市町村では旧町名復活の動きがあり、実際に金沢市のように一部の町名を復活させたケースも出ている（旧町名復活運動）。福岡市博多区中心部や東京都23区の中心部一部地域のように丁目を設定せずに単独町名として複数の地名を統廃合した例もある（御供所町・浄水通・明石町・皇居外苑など）。
- 東京都内では住居表示変更とともにバスなどの停留所名変更も行われた。1965年9月15日に行われた一斉変更では、文京区を中心に東京都電車40箇所、トロリーバス3カ所、東京都バス42箇所の停留所名が変更された[13]。
- 戦後に戦災復興と同時に進められた区画整理に伴い、戦災前の区画を基にしていた従来の町域と実際の区画の状況とに差異が生じていたことから、現状に合わせたものに修正する目的もあった。金沢市のように戦災に遭わなかった街では古い区画が残っており、旧町名の復活も容易だったのに対し、空襲を受けた後に区画整理を実行した仙台市では、藩政時代の町名を復活しようという議論が起こった際、仙台市役所の現住所が複数の町名にまたがっていることなどが問題視された。
- 住居表示制度導入の可否を考える際、自治体は住居表示台帳（住居表示）と土地台帳上の台帳（従来の地番）の2種類を管理しなければならなくなり、混乱のもとになるとして否定的な自治体もある（例・山形県飽海郡遊佐町[14][注釈 6]。
- 住居表示を施行する際、正月は避けることが多い。これは、郵便局による年賀状の配達を考慮したものである。